# El Doliente de Hidalgo

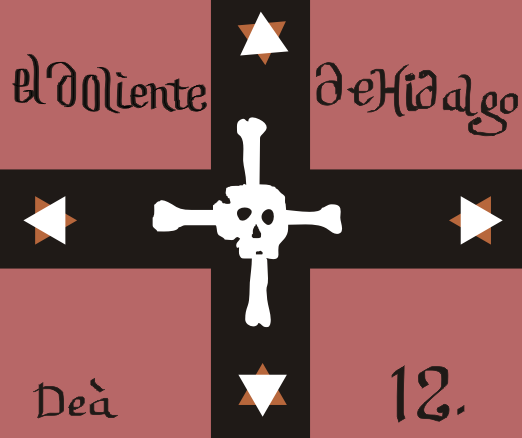

Az El Doliente de Hidalgo (nevének jelentése: Hidalgo gyászolója) Mexikó egyik történelmi zászlója, mely 1811-ben, a függetlenségi háború során jelent meg a felkelőknél. Ezzel fejezték ki gyászukat a mozgalom egyik vezéralakjának, Miguel Hidalgónak kivégzése miatt.

## Leírás
A vörös alapon fekete keresztet tartalmazó zászló közepén egy fehér koponya, mögötte két, egymást keresztező sípcsonttal (az egyik függőleges, a másik vízszintes). A fekete kereszt által kialakított négy vörös mezőben az „el doliente de Hidalgo De à 12.” felirat olvasható fekete betűkkel. A kereszt négy ágának végeiben négy irányba mutató fehér háromszögek találhatók, mögöttük egy-egy ellenkező irányba mutató vörös háromszög, melyeknek csak a három csúcsa látszik ki a fehér alól.
A zászló másik oldalán szintén vörös alapon fekete kereszt látható, de közepén egy vörös színű vízszintes íj, egy azt keresztező függőleges, szintén vörös nyílvessző található, valamint ezek metszéspontját eltakarva egy telített vörös kör, melyben fehérrel egy birodalmi korona, Szűz Mária betűi, babérágak és alatta a „2a Ba” felirat helyezkedik el.

## Szimbolikája

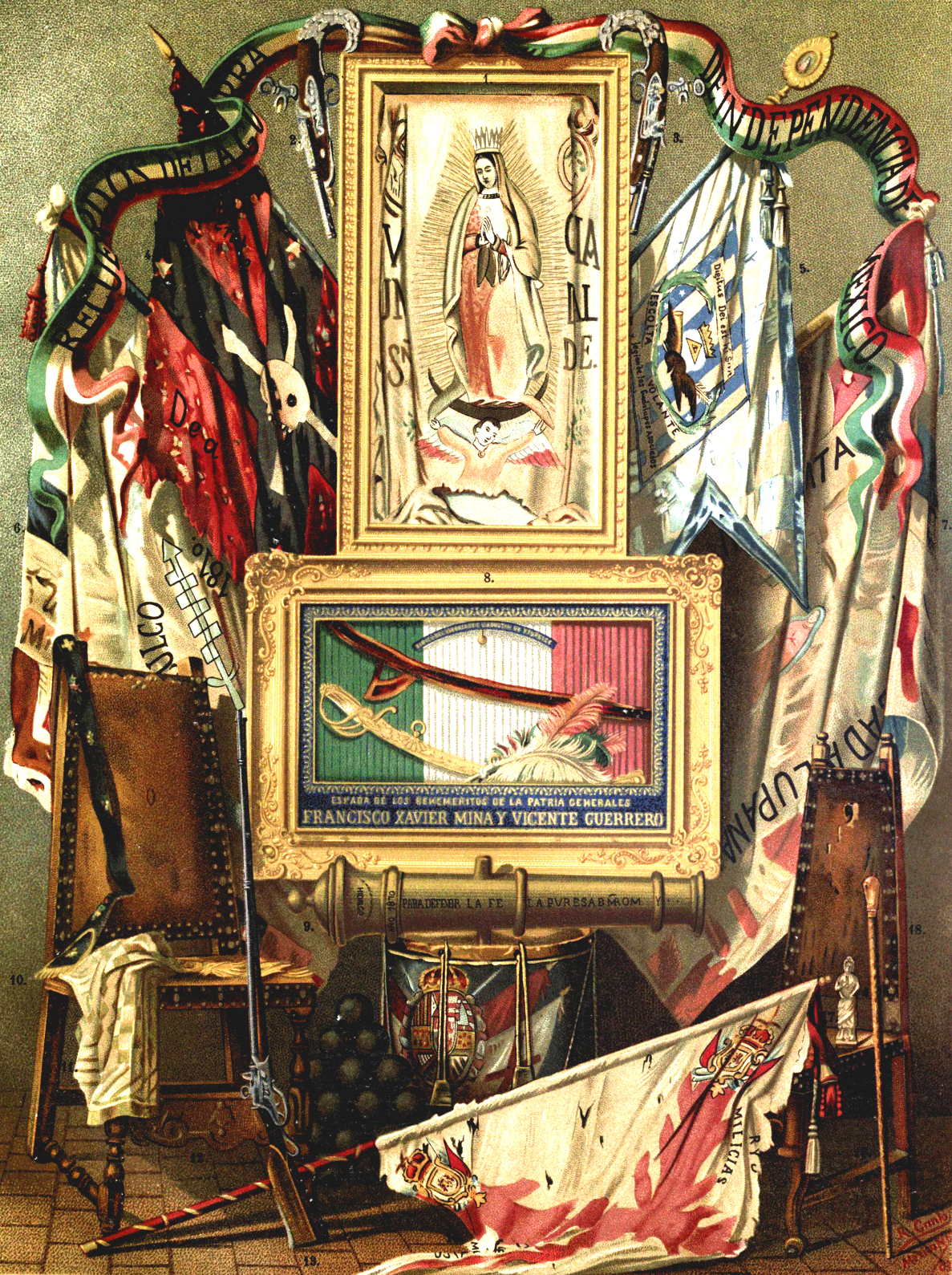
Az El Doliente de Hidalgo más függetlenségi jelképek között

Ma sem tudjuk pontosan, mit jelentenek a zászló színei és a rajta szereplő jelképek.
José María Cos szerint, akinek serege a zászlót használta, a jelképek bibliai eredetűek. A fekete és vörös színek Hidalgo személyére utalva a mártírságot és a fenségességet jelentik, a zászló egésze pedig Izajás könyve alapján összekapcsolja Hidalgót a Megváltóval, hiszen mindketten Isten szolgáiként feláldozták magukat egy jobb jövő megteremtése érdekében. A halálfej a háborúra utal, az alsó részben olvasható De à 12. pedig Istennel és Szűz Máriával kapcsolatos bibliai utalások.
Később Jesús Romero Flores professzor annyi magyarázatot fűzött a zászlóhoz, hogy szerinte azt a háborút jelképezi, melynek során a spanyolok el akarták pusztítani Hidalgo gyászolóit, azaz követőit és barátait. Más magyarázatot azonban nem írt az egyes szimbólumok jelentéséről.
Volt olyan (bizonyítékokkal alá nem támasztott) elmélet, mely szerint a zászló akkor született meg, amikor José María Morelos a Veladero-hegyen kitűzte azt, a háromszögek pedig szabadkőműves jelképek (José Antonio Ferrer Benimeli szabadkőművesség-kutató azonban képtelenségnek tartja ezt, főként azért, mert a felkelők többnyire mélyen hívő katolikusok voltak). Mások ezoterikus, okkult szimbólumokat véltek felfedezni a zászlóban, vagy éppen a koponyát a mitológiai medúzákkal társították.
Marta Terán szerint a négy háromszög a felkelők négy részre osztott különítményeire utal, azonban ez a magyarázat időszerűtlen, mert a zászló 1811 végén készült, a felkelők vezérei viszont csak 1812 nyarán váltak el.

## Története
A jelképek jelentése mellett a zászló pontos eredete sem ismert.
Annyi bizonyos, hogy amikor 1811 nyarán Ignacio López Rayón életre hívta a zitácuarói juntát, mely a függetlenségi harcosok egyfajta „kormányaként” működött, a spanyolok egyik fontos céljává vált Zitácuaro bevétele. Az ostromra 1812. január 2-án került sor, a város védelmét a José María Cos által létrehozott Regimiento de la Muerte (azaz a „Halál Hadserege”) látta el; jelképükül ezt a zászlót választották.
A spanyolok Félix María Calleja vezetésével még aznap elfoglalták a várost, a felkelők zászlaját is megkaparintották, azonban nem semmisítették meg. A 67 cm × 71 cm-es eredeti zászló ma is a mexikóvárosi Chapultepeci kastélyban helyt kapott Museo Nacional de Historia nevű nemzeti történeti múzeum gyűjteményének részét képezi (leltári száma: 10-113720). A zászlót megviselte, hogy hosszú ideig volt kiállítva, ezért a 20. század végén restaurálni kellett.
A jelkép a háború után széles körben ismertté vált, számos falképen és kisebb festményen, filmekben is megjelenik, több község hivatalos szimbólumává választotta, manapság pedig már kaphatók az El Doliente de Hidalgóval díszített ruhák, sapkák, bögrék és táskák is.